# Gewog di Ura
Il gewog di Ura è uno dei quattro raggruppamenti di villaggi del distretto di Bumthang, nella regione Meridionale, in Bhutan.